# Bataille de Loos
Pour les articles homonymes, voir Loos.
Première Guerre mondiale
Batailles
Front d'Europe de l’Ouest
- Liège (8-1914)
- Namur (8-1914)
- Frontières (8-1914)
- Anvers (9-1914)
- Grande Retraite (9-1914)
- Marne (9-1914)
- Course à la mer (9-1914)
- Yser (10-1914)
- Messines (10-1914)
- Ypres (10-1914)
- Givenchy (12-1914)
- 1re Champagne (12-1914)
- Hartmannswillerkopf (1-1915)
- Neuve-Chapelle (3-1915)
- 2e Ypres (4-1915)
- Colline 60 (4-1915)
- Artois (5-1915)
- Festubert (5-1915)
- Quennevières (6-1915)
- Linge (7-1915)
- 2e Artois (9-1915)
- 2e Champagne (9-1915)
- Loos (9-1915)
- Verdun (2-1916)
- Redoute Hohenzollern (3-1916)
- Hulluch (4-1916)
- 1re Somme (7-1916)
- Fromelles (7-1916)
- Arras (4-1917)
- Vimy (4-1917)
- Chemin des Dames (4-1917)
- 3e Champagne (4-1917)
- 2e Messines (6-1917)
- Passchendaele (7-1917)
- Cote 70 (8-1917)
- 2e Verdun (8-1917)
- Malmaison (10-1917)
- Cambrai (11-1917)
- Bombardements de Paris (1-1918)
- Offensive du Printemps (3-1918)
- Lys (4-1918)
- Aisne (5-1918)
- Bois Belleau (6-1918)
- 2e Marne (7-1918)
- 4e Champagne (7-1918)
- Château-Thierry (7-1918)
- Le Hamel (7-1918)
- Amiens (8-1918)
- Cent-Jours (8-1918)
- 2e Somme (9-1918)
- Bataille de la ligne Hindenburg
- Meuse-Argonne (10-1918)
- Cambrai (10-1918)

Front italien
Front d'Europe de l’Est
Front des Balkans
Front du Moyen-Orient
Front africain
Bataille de l'Atlantique
La bataille de Loos fut une des principales offensives menées par les Britanniques sur le front ouest en 1915, pendant la Première Guerre mondiale.

## Contexte historique
Après la Première bataille de la Marne qui a contrarié l'audacieuse tentative de victoire de l'Allemagne à l'ouest, et l'échec des efforts de la France pour porter la guerre aux Allemands en Alsace-Lorraine, l'impasse s'est installée. Au cours de la première moitié de 1915, les efforts français et britanniques pour percer les défenses allemandes se sont soldés par des échecs coûteux. En décembre 1914, le chef professionnel de l'armée allemande, Erich von Falkenhayn, avait été contraint de retirer quelque 14 divisions du front occidental pour renforcer le front oriental. Le commandant français, le général Joseph Joffre, y voit l'occasion de percer les fortifications allemandes. Les Britanniques attaquent le village de Loos.
Le maréchal Sir John French et Douglas Haig (GOC First Army) considéraient que le terrain situé au sud du canal de La Bassée, qui était surplombé par des terrils et des tours de mine détenus par les Allemands, ne se prêtait pas à une attaque, d'autant plus que l'on avait découvert en juillet que les Allemands construisaient une deuxième position défensive derrière la position de front. Lors de la conférence de Frévent, le 27 juillet, le maréchal French ne parvient pas à persuader Ferdinand Foch qu'une attaque plus au nord offre de meilleures chances de succès. Le débat se poursuivit en août, Joffre se rangeant du côté de Foch et les commandants britanniques étant renversés par Herbert Kitchener, le secrétaire d'État britannique à la Guerre, le 21 août.

## Décision pour le gaz
Il y avait déjà eu des idées sur la façon d'utiliser le gaz pendant la guerre. Le gouvernement britannique l'a rejetée car elle allait à l'encontre de l'esprit et de la lettre des traités de La Haye. En outre, s'il n'était pas techniquement interdit, le gaz était considéré comme carrément antisportif. Toutefois, lorsque les Allemands, lors de la 22 avril 1915, ont déployé des gaz pour la première fois de la guerre, les Britanniques ont changé d'avis. La décision d'utiliser le gaz comme arme offensive a été prise le 3 mai 1915, conformément aux instructions de Kitchener. Le G.H.Q. se concentre sur la guerre chimique et établit un laboratoire à Helfaut, près de Saint-Omer, avec des compagnies spéciales du Royal Engineers sous la direction du major Foulkes.
Le 22 août, une démonstration de la vague de chlore fut donnée à Helfaut, attirant le général Haig et ses commandants de corps et de division. Le chlore gazeux était contenu dans des cylindres d'acier placés sous la marche de tir du parapet avant de la tranchée de feu. Les cylindres fonctionnaient selon le principe d'un siphon à eau gazeuse et, à l'ouverture du robinet, le gaz émanait rapidement sous la forme d'une vapeur blanc jaunâtre, qui se transformait ensuite en un nuage jaune verdâtre à quelques mètres du tuyau. On espérait qu'en raison de sa plus grande densité, le gaz descendrait dans les abris souterrains, tels que les abris profonds des tranchées allemandes et les caves des villages, où les tirs d'artillerie ne pouvaient pas pénétrer. Cela a pour effet d'obliger les Allemands à sortir à l'air libre, tout en les rendant incapables de résister obstinément. Si l'assaut de l'infanterie est exécuté immédiatement après la décharge de gaz, les chances de succès sont considérablement accrues. La démonstration a démontré l'importance du chlore gazeux dans les opérations offensives. Le général Haig reçoit l'ordre de coopérer avec les plans du général Joffre, et la démonstration du gaz conduit à l'idée de l'utiliser sur l'ensemble du front d'attaque au sud du canal de La Bassée.

## Prélude

### Ordre de bataille
Les forces déployées pour l'offensive se composaient de deux corps. Le 1er corps (lieutenant-général Hubert Gough) comprenant la 2e division (major-général H. Horne), la 7e division (major-général Thompson Capper), la 9e division (écossaise) (major-général G. Thesiger) et la 28e division (major-général Edward. Bulfin). IV Corps (Lieutenant-Général Sir Henry Rawlinson) comprenant la 3e Division de Cavalerie (Major-Général C. Briggs), la 1ère Division (Major-Général A. Holland), la 15e Division (écossaise) (Major-Général Frederick  McCracken) et la 47e Division TF (Major-Général Charles Barter).
Le général French décide de conserver une réserve composée du corps de cavalerie, du corps de cavalerie indienne et du XIe corps (lieutenant-général Richard Haking), qui comprend la division de la Garde et les 21e et 24e divisions de la Nouvelle armée, récemment arrivées en France, ainsi qu'un état-major de corps (dont certains n'avaient jamais travaillé ensemble ou servi dans un état-major auparavant). Archibald Murray, chef adjoint de l'état-major général impérial (DCIGS), indique à French qu'en tant que troupes récemment entraînées, elles sont adaptées aux longues marches d'une exploitation plutôt qu'à une guerre de tranchées. French doute qu'une percée puisse être réalisée. Haig et Foch, commandant du groupe des armées du nord, souhaitent que les réserves soient plus proches afin de pouvoir exploiter une percée le premier jour. French accepte de rapprocher les réserves du front, mais pense toujours qu'elles ne doivent pas être engagées avant le deuxième jour.
Du côté allemand, les forces se composent de quatre corps. Le IVe corps (général Six von Armin) comprenant la 117e division (général Ernst Kuntze), la 8e division (major-général Thilo von Hanstein), la 7e division (lieutenant-général Johannes Riedel) et la 123e division (Saxson) (major-général Karl Lucius). VIIe Corps (général Hermann von François) comprenant la 14e division (major-général Constantin von Altrock). IIe Corps bavarois (lieutenant-général Otto von Stetten) comprenant les 9e, 17e et 18e régiments d'infanterie bavaroise. Corps de garde comprenant la 1re division de garde (major-général Prince Eitel Friedrich de Prusse) et la 2e division de garde (lieutenant-général Maximilian von Höhn). En outre, il y avait le Xe corps de réserve (général Robert Kosch) comprenant la 2e division de réserve de la garde (lieutenant-général Paul Weese).

### Le plan britannique
Le IVe Corps (Rawlinson), sur la droite de la Première Armée, a pour première tâche de capturer les défenses allemandes le long de l'arc frontal de Grenay, entre le Double Grassier et la route Vermelles - Hulluch. Cependant, la division de droite, la 47e, doit s'arrêter le long de la vallée de Loos entre le Double Grassier et le Loos Grassier (tous deux inclus) et former un flanc défensif, y compris la « fosse à craie », en face de Lens. Les 15e et 1re Divisions doivent avancer sur la colline 70 et la route de Lens à travers la seconde position allemande entre St. Auguste et Hulluch jusqu'à la ligne du canal de la Haute Deule. La droite de la 15e Division doit rencontrer la Dixième Armée française qui avance au sud de Lens sur la route Lens - Carvin, à quelques kilomètres à l'est de Saint-Auguste ; la route Lens - Henin Lietard est désignée comme la frontière entre les Français et les Britanniques. Rawlinson, comme tous les officiers supérieurs de la Première Armée, a l'impression que le commandant en chef s'attend à une percée et qu'il disposera de ses réserves à proximité pour l'exploiter. L'attaque du IVe corps doit donc être poussée au maximum de ses forces, sans qu'aucune réserve de corps ne soit déployée.
L'artillerie du IVe Corps doit soutenir l'avance des divisions attaquantes et s'y adapter le plus rapidement possible. À cette fin, l'artillerie de la 47e Division, renforcée par la masse du 1er Groupe H.A.R., doit avancer et former un pivot sur la droite autour de Mazingarbe (2,4 km au nord-nord-ouest de Grenay) et des Brebis (1,6 km au nord-ouest de Grenay), face à Lens, prêt à engager et à éliminer les batteries allemandes à Lens. L'artillerie de la 15e division doit avancer jusqu'à des positions proches des tranchées de première ligne britanniques d'origine et former un centre solide entre North Maroc et Fosse 7 près de la route Béthune - Lens, où les batteries doivent être couvertes par la crête de l'éperon de Grenay. L'artillerie de la 1re Division doit avancer par Le Rutoire (au sud-est de Vermelles) et prendre position à 1,6 km au nord de Loos, près de la route Vermelles - Hulluch, derrière la ligne de front britannique.
Le I. Corps (Gough) est chargé de percer le premier système défensif allemand entre la route de Vermelles-Hulluch et le canal de La Bassée à l'aide de ses trois divisions : la 7e, la 9e et la 2e. Le plan consiste à avancer vers l'est à travers la plaine jusqu'à la deuxième ligne de défense allemande, située un kilomètre plus loin, et de continuer sans pause vers le canal de la Haute Deule. Cette stratégie vise à profiter de l'effet de surprise et à empêcher les réserves allemandes de renforcer leurs défenses arrière. Les 7e et 9e divisions doivent percer la deuxième ligne allemande le long du front Hulluch-Haisnes et se diriger respectivement vers Wingles et Douvrin. Le flanc droit de la 7e division se déplace le long de la route Vermelles-Hulluch-Pont-à-Vendin, en maintenant le contact avec le IV. Corps. Pendant ce temps, la 2e Division, positionnée sur la gauche, est chargée de capturer le village d'Auchy et de sécuriser la voie ferrée qui va de Haisnes au canal par le nord-ouest, formant ainsi un flanc défensif pour soutenir l'avancée des 7e et 9e Divisions. Pour renforcer le flanc gauche à l'est de Haisnes, la 9e division reçoit l'ordre de déployer une petite garde mobile sur le flanc. Aucune réserve de corps n'est allouée, car on s'attend à ce que les 21e et 24e divisions du XI. Corps arriveraient rapidement.
Un plan alternatif a été conçu au cas où la 2e Division ne parviendrait pas à percer. Il est reconnu que la prise d'Auchy pose des défis importants, étant donné le bombardement limité et la dépendance à l'égard de conditions de vent favorables pour transporter le gaz dans les caves et les abris du village. Si l'assaut sur Auchy échoue, la 2e Division doit maintenir sa position, tandis que la 9e Division créera le flanc défensif en occupant une ligne partant du bord nord de Fosse 8, suivant une tranchée de communication allemande connue sous le nom de Pekin Alley, et s'étendant vers l'est jusqu'à Haisnes. Dans cette éventualité, la 7e Division poursuivrait seule l'avance jusqu'au canal de la Haute Deule. Comme sur le front du IV. Corps, la force d'infanterie allemande immédiatement disponible pour contrer les trois divisions du I. Corps est limitée et ne comprend que trois régiments : le 11e régiment de réserve, le 16e régiment et le 56e régiment.

## Déroulement de la bataille

### 25 septembre

#### IV Corps
À 6 h 30, quarante minutes après le début de l'attaque au gaz, les 140e et 141e brigades de la 47e division commencent à avancer. C'est dans ce secteur que le gaz s'est le mieux répandu, peut-être en raison de la pente du terrain vers la vallée de Loos. L'avancée est également masquée par un épais nuage de fumée provenant de deux batteries de mortiers Stokes. Dès que le gaz atteint les positions allemandes, celles-ci ouvrent le feu, qui se calme peu après. En quelques minutes, les deux brigades pénètrent dans la tranchée frontale derrière le rideau de fumée et de gaz ; peu après, la résistance s'effondre. À 7h30, les 7e et 6e bataillons (City of London Regiment) avaient atteint l'objectif de la 140e brigade, la tranchée de soutien allemande allant du centre des terrils à la route Bethune-Lens. Une contre-attaque allemande est lancée sur le flanc droit du 7e bataillon, mais elle est repoussée.
Au nord de la route Bethune-Lens, la 141e brigade et le 18e bataillon atteignent la tranchée défensive de Loos et s'y arrêtent. Les 20e et 19e bataillons du City of London Regiment traversent la tranchée en direction des quartiers résidentiels de Loos. Le 20e bataillon avance rapidement, occupe la cité-jardin et, après une résistance acharnée des Allemands, s'empare de la fosse à craie et de l'extrémité nord d'un bosquet. Une tranchée à l'extrémité sud du bosquet ne peut être prise en raison d'un manque de munitions. À 9h30, le 20e bataillon, soutenu par le 17e bataillon, rapporte que la fosse à craie a été sécurisée et que presque tous les objectifs ont été atteints. Le 19e bataillon atteint l'extrémité nord du terril, franchit les obstacles, s'empare des bâtiments de la mine et avance au sud-est du terril jusqu'à une terrasse avec un champ de tir dégagé, mais s'arrête avant la crête. Des parties du bataillon avançant vers le Puits 15 via le village de Loos furent dispersées par la 15e Division (écossaise). Certaines unités se rassemblent à Loos, d'autres continuent à se battre sur la colline 70. Finalement, seul un peloton du 20e bataillon et des éléments du 19e bataillon conservent leurs positions sur et au nord de la décharge, renforcés par des réserves du 17e bataillon.
L'avance de la 15e division (écossaise) prévoyait que la 44e brigade donnerait l'assaut direct ; la 46e brigade, sur la gauche, devait attaquer du côté nord du village et la 45e brigade était maintenue en réserve divisionnaire. L'attaque au gaz a eu lieu à six heures moins dix. Le vent était très léger et les nuages restaient trop près du sol. La brise venait du sud-ouest, Loos se trouve dans un creux et une brise a tendance à tourbillonner dans un creux, le gaz retomba dans une certaine mesure sur la 46e Brigade à gauche. Le nuage fut accueilli par une fusillade de tirs de fusils et de mitrailleuses, mais lorsqu'il passa au-dessus des tranchées ennemies, le feu se calma. À 6h30, les Highlanders attaquèrent.
Peu avant que les attaquants n'atteignent les restes des barbelés allemands, les défenseurs allemands ouvrent le feu, ce qui entraîne de lourdes pertes parmi l'infanterie britannique. Une percée a été réalisée et les Allemands ont battu en retraite vers Lens. Malgré une résistance tenace, Loos est finalement prise par les Britanniques peu après 8h00. La 46e brigade avance plus au nord, atteignant la ligne de tranchées à l'est de la route entre Grenay et Hulluch vers 7h30 avant d'avancer dans la vallée ouverte au nord de Loos. À 9 h 15, ils atteignirent la route de Lens. Les bataillons de réserve des 44e et 46e brigades sont envoyés en avant. Le 10e bataillon des Gordon Highlanders atteint la nouvelle ligne de front à Loos, tandis que le 8e bataillon des King's own Scottish Borderers (K.O.S.B.) reçoit l'ordre de maintenir l'avance. Les combats à Loos concentrent la masse des deux brigades sur un front étroit d'environ 600 mètres. Peu après 8h00, elles commencèrent l'ascension de la colline 70, ne rencontrant que peu de résistance.
Vers 9h30, les Royal Engineers commencèrent à préparer des chemins pour l'artillerie de campagne. Les ordres de la division indiquent que la première brigade à atteindre la colline 70 doit déployer une force suffisante pour sécuriser la colline jusqu'à l'arrivée des renforts, tandis que le reste des troupes doit avancer contre les positions allemandes à Saint-Auguste. Environ 900 soldats britanniques franchissent la cote 70 et avancent vers la deuxième position allemande à Saint-Laurent, tandis que le reste des troupes avance vers Saint-Auguste. Les Allemands reçoivent des renforts vers 11h30 et contre-attaquent pour encercler les Britanniques à St Laurent. Le 9e bataillon du Black Watch parvient à repousser l'attaque initiale, mais d'autres renforts allemands arrivent vers midi et la ligne britannique est soumise à un feu nourri.
À 13 heures, les Allemands contre-attaquent à nouveau et reprennent la redoute de la colline 70. De là, ils contrôlent le terrain environnant, y compris la route Lens-La Bassée et le village de Loos. La réserve de la 15e division (écossaise), la 45e brigade (brigadier-général Francis Wallerstein), est envoyée à Loos pour renforcer le flanc gauche de la 46e brigade. Ce flanc était dangereusement exposé en raison de l'absence d'avance de la 1re division. Les bataillons de la 45e brigade, dont le 18e bataillon des Royal Scots et le 11e bataillon des Argyll and Sutherland Highlanders, avancent à travers Loos vers Saint-Auguste mais n'y arrivent qu'après 13 heures, alors que les Allemands ont déjà repris la colline 70. Sans un solide soutien d'artillerie, une nouvelle attaque sur la colline était impossible. À la tombée de la nuit, les 47e et 15e Divisions se retrouvent sur une ligne située entre les première et deuxième positions défensives allemandes, du Double Crassier au bois de Chalk Pit, le long du versant ouest de l'éperon de Cite qui délimite la vallée de Loos au sud.

#### I Corps
À 6h30, simultanément avec les divisions du IVe corps, la 9e division se dirigea vers Fosse 8 et la redoute de Hohenzollern. Sur l’extrême gauche, le feu venant de la hauteur d’Auchy-la-Bassée enfilait l’avance, et la 28e brigade dut affronter des combats acharnés. Ils dépassèrent la voie ferrée Vermelles-La Bassée et prirent la première ligne des tranchées allemandes. Cependant, la position était trop précaire pour être maintenue, et les soldats écossais furent progressivement repoussés au cours de la journée. Pendant ce temps, la 26e brigade des Highlands réussit mieux à s’emparer de la redoute de Hohenzollern. Des sapes avaient été creusées à courte distance de celle-ci, et le bombardement d’artillerie avait causé de sérieux dégâts à son intérieur. La redoute fut prise, mais avec de lourdes pertes. Le 5e bataillon (Cameron Highlanders), le 7e bataillon (Seaforth Highlanders) et le 8e bataillon (Black Watch), en soutien, capturèrent Fosse 8 après une lutte violente. Ils durent avancer sur un terrain totalement dégagé, balayé par les tirs d'obus, et les mitrailleuses situées à Fosse causèrent de lourdes pertes. En raison de l’arrêt de l’avance sur leur gauche, leur flanc était exposé. La 27e brigade fut appelée en renfort pour nettoyer le labyrinthe de tranchées et de maisons à l’est de Fosse 8. À midi, cette section de la ligne britannique avait avancé en un large saillant, capturant les principales positions ennemies. Mais les gains restaient précaires : Fosse 8 fut dégagé mais pas occupé en force, faute de réserves suffisantes, et tout le terrain entre cette position et Haisnes était rempli de fortins isolés et de sections de tranchées encore tenues par les mitrailleuses ennemies.
Sur la droite de la 9e division, la 7e division progressa bien. Sans Fosse ni redoute pour les retenir, ils avancèrent rapidement à travers la première ligne allemande. Ils atteignirent le côté ouest des Carrières, où une partie fortement retranchée de la seconde ligne allemande ralentit leur progression. Leur avant-garde entra dans le village de St. Elie, avant de pousser vers le nord, atteignant le village de Haisnes à 10 heures du matin. Si l’avance avait été menée en plus grande force, elle aurait pu encercler les Allemands encore présents à l’est de Fosse 8 et de la redoute de Hohenzollern. Mais faute de moyens, les positions gagnées ne purent être maintenues. La prise de Haisnes faiblit, et à midi, la ligne de la 7e division s’étendait de l’extrémité ouest de St. Elie jusqu’au côté ouest des Carrières, puis au nord jusqu’à la droite de la 9e division, à l’est de la redoute de Hohenzollern. Les Britanniques tenaient une ligne de tranchées aux Carrières, faisant face aux positions allemandes de l’autre côté, tandis qu’au fond se trouvait une batterie de mortiers allemande hors d’atteinte.

### 26-28 septembre

#### 21e et 24e division
La réserve générale du commandant en chef britannique est préparée pour la bataille au nord et au sud de Lillers. Elle se compose du corps de cavalerie (1re, 2e et 3e divisions de cavalerie) et du XIe corps (divisions de la garde, 21e et 24e divisions), qui se rendent dans la région à partir des zones de concentration divisionnaire situées à l'ouest de St. Corps (Guards, 21e et 24e Divisions), qui marchent vers la zone depuis les zones de concentration divisionnaire à l'ouest de Saint-Omer. Le XI. Corps commença son avance le 20 septembre, la 21e division partant des villages situés au nord-ouest de Saint-Omer via Aire et la 24e des villages situés au sud-ouest de Saint-Omer. La division de la Garde suit en plusieurs colonnes un jour plus tard. Le mouvement s'effectue de nuit pour éviter l'observation par les avions ennemis, les troupes se reposant dans des cantonnements pendant la journée. Les deux premières nuits, plus de vingt miles sont parcourus et la division de la Garde est cantonnée à l'ouest de la ville. La 3e division de cavalerie, attribuée à la Première Armée en tant que cavalerie d'armée, s'installe au Bois des Dames, tandis que le reste du corps de cavalerie se concentre autour de Thérouanne.
Cependant, les ordres de marche ne parviennent au XIe Corps qu'à 02h00 du matin, de sorte que les deux divisions n'atteignent leur position finale pour la nuit qu'à une heure encore plus tardive. Les bataillons de la 21e division, détachés auprès de la 15e division, arrivent dans la zone de combat après avoir été informés de leur présence sur la colline 70. Le brigadier général Wilkinson envoie deux bataillons en renfort. Le 8e bataillon du East Yorkshire Regiment et le 10e bataillon des Green Howards marchent sur la route de Lens, traversant l'ancienne ligne de front britannique. Ils sont bombardés par l'artillerie allemande à Saint-Pierre, ce qui entraîne des pertes et la destruction de leurs moyens de transport.
Deux bataillons, qui devaient initialement attaquer la colline 70, furent désorientés et se déplacèrent au sud du village de Loos. Ils se heurtèrent aux tirs de mitrailleuses provenant de Chalk Pit Copse et aux troupes britanniques dans le cimetière de Loos. La leçon à tirer est que si la Grande-Bretagne renonce au service militaire obligatoire en temps de paix et développe son armée en temps de guerre, de lourdes pertes parmi des troupes sous-entraînées et inexpérimentées, dirigées par des officiers inexpérimentés, sont inévitables. Les 12e et 13e bataillons de la 62e brigade, ainsi que le QG de la brigade, arrivent dans le village de Loos. Le brigadier général Wilkinson envoya une compagnie de 12 Northumberlands sur la colline 70, ce qui était supposé être une relève générale. Cependant, les deux bataillons présents sur la colline, le 9 Black Watch et le 10 Gordon Highlanders, se sont retirés, laissant la compagnie du Northumberland seule gardienne des approches. Le dernier bataillon de la 62e brigade, le 13 Northumberland, est envoyé pour aider la 46e brigade, où certaines unités supposent une relève générale et commencent à se retirer. Le contrôle du front de la 15e division a été largement perdu pendant la nuit, et la ligne atteinte pendant la journée était beaucoup plus faible qu'elle n'aurait dû l'être.
Au cours de la nuit, les Allemands lancent deux contre-attaques contre le 7 Royal Scots Fusiliers, l'un des bataillons de la 45e brigade que le commandant de la 15e division avait déployé pour tenir Loos après que ses deux autres brigades l'eurent pris. Les deux bataillons furent repoussés. La situation autour de Loos, de la colline 70 et du flanc droit de la Première Armée n'évolue guère au cours de la nuit. Il n'en va pas de même ailleurs sur le front britannique. La 73e brigade, sous la 9e division, se rassemble sur la ligne de front britannique initiale et relève la 26e brigade à Fosse 8, traversant les lignes de tranchées allemandes dans une lumière et une pluie défaillantes. Le processus de relève est retardé jusqu'à la contre-attaque allemande du 26 septembre, mais la fosse est tenue. Une contre-attaque majeure menée par une division allemande renforcée permet aux Britanniques d'être repoussés dans la tranchée d'artillerie allemande, de s'emparer des carrières et de capturer le général de brigade Bruce. Les Britanniques parvinrent à stopper toute nouvelle progression, mais durent établir une ligne à 500 mètres en arrière.
Avant que l'avance générale ne puisse commencer, la colline 70 devait être reprise. Le général Rawlinson confia cette tâche à la 15e division, l'heure zéro étant fixée à 9 heures, après une heure de bombardement. Le QG de la 15e Division confie à son tour la tâche à la 45e Brigade (la sienne) et à la 62e Brigade (prêtée par la 21e Division), les ordres arrivant aux quartiers généraux des deux brigades aux alentours de 0500 heures le 26 septembre. Une fois que l'artillerie aurait fait son travail, la 45e brigade lancerait une attaque à cheval sur la piste qui s'étendait juste au sud-est de Loos jusqu'à la route de La Bassée Lens, puis serait suivie par la 62e brigade. Une fois la colline 70 et sa redoute prises, les troupes devront se retrancher et faire face au sud et au sud-est pour empêcher toute interférence avec l'attaque au nord.
Le plan d'artillerie pour soutenir l'attaque prévoyait l'utilisation de deux batteries de campagne et de deux batteries d'obusiers qui avaient avancé pendant la nuit et se trouvaient maintenant au cimetière juste à l'ouest de Loos. En raison de plusieurs retards, les commandants de bataillon reçurent leurs instructions vers 0800 heures. Après le bombardement d'artillerie, les trois bataillons de la 45e brigade avancent, malgré les pertes subies à l'approche. Ils parviennent à tuer quelques occupants allemands et à en repousser d'autres vers leur deuxième ligne de défense. Cependant, ils ne parviennent pas à forcer les défenseurs à quitter la partie centrale de la redoute, ce qui entraîne une augmentation des tirs d'artillerie et de mortier allemands depuis St Auguste, St Émile et la colline 70. Le nombre de morts et de blessés augmentant, les survivants de la 45e Brigade sont contraints d'abandonner la redoute et de se replier sur les pentes occidentales.
Les deux bataillons de la 62e brigade, le 12 Northumberland Fusiliers et le 10 Green Howards, qui suivaient à 200 mètres derrière la 45e brigade, eurent des problèmes dus à un mauvais éclairage et à des cartes inadéquates, et virèrent d'abord très à droite et commencèrent à attaquer Loos Crassier. Une fois l'erreur réalisée, les officiers commandants parvinrent à orienter leurs hommes dans la bonne direction et les deux bataillons atteignirent la crête et la franchirent, de part et d'autre de la redoute de la colline 70. Ils ne parviennent cependant pas à prendre la redoute et sont eux aussi rapidement repoussés vers les pentes occidentales. La tentative de neutraliser la cote 70 avant l'attaque principale a échoué, mais le général Haking décide de poursuivre l'opération. Il pense que l'attaque principale sur la deuxième ligne allemande débordera obligatoirement la cote 70, qui sera ainsi rendue inutile. La deuxième phase de l'opération exige que l'infanterie attaquante des 21e et 24e divisions, sur un front d'un peu moins d'un kilomètre, gravisse une pente légèrement ascendante sur environ un millier de mètres, avant d'atteindre la deuxième ligne de défense allemande. Des renforts d'hommes ont été acheminés pendant la nuit et ont dressé un enchevêtrement de fils barbelés d'un mètre de haut et de vingt mètres de profondeur. Un bombardement d'artillerie préliminaire d'une heure est prévu.
Pendant la nuit, l'artillerie a du mal à avancer au-delà du côté ouest du Rutoir, ce qui rend les canons visibles pour les Allemands. Malgré les tentatives de camouflage, les Allemands peuvent déclencher des tirs de contre-batterie de leur propre artillerie et recevoir des tirs de fusils d'infanterie. Le bombardement est moins efficace que prévu et la tranchée allemande est peu endommagée avant l'avancée de l'infanterie. Pendant les derniers préparatifs de l'attaque, les Allemands contre-attaquent sur Bois Hugo, provoquant le chaos pour les Britanniques. Le 12e bataillon, le West Yorkshire Regiment, s'enfuit en courant, entraînant la mort du brigadier général Nickalls. Un bataillon de la 64e brigade ouvre le feu sur les soldats britanniques qui battent en retraite, mais le quatrième bataillon tient bon et tire sur les Allemands qui avancent.
À 11 heures, les troupes de tête de la 24e Division, deux bataillons, traversent la route de La Bassée à Lens et atteignent leurs objectifs sans encombre. Les survivants allemands sont repoussés et l'image de la division fait pencher la balance du côté des troupes de la 21e division qui battent en retraite. Cependant, l'attaque sur Hulluch, tenu par les Allemands, est mal coordonnée et peu enthousiaste, ne parvenant pas à le capturer ou à le neutraliser. Le front de la division est rempli de brèches, et six bataillons mènent la division, laissant les survivants à seulement cinquante mètres de la deuxième ligne allemande. La deuxième ligne allemande était fortement protégée par des barbelés, et l'infanterie souffrait des bombardements de l'artillerie et des obus. L'avancée de la division sur le terrain est stoppée par les tirs des deux côtés. Sur la droite, la 21e division est confrontée à des conditions encore pires, les ordres ne parvenant à certains bataillons qu'à l'heure zéro. La division avait déjà subi de lourdes pertes en capturant la colline 70 et en repoussant la contre-attaque allemande. Les quelques soldats qui parviennent à s'approcher de la ligne allemande ne parviennent pas à franchir les barbelés.
Sur le front de la 24e division, aucune avancée n'est possible en raison de l'exposition des troupes devant la tranchée allemande. La 24e division revient donc, et les deux divisions se replient sur la route Grenay-Hulluch et l'ancienne ligne de front allemande, où quelques officiers et sous-officiers supérieurs rallient les restes des deux divisions. Bien que les Allemands occupent la colline 70 et la redoute, les troupes de la 15e Division sont fermement retranchées sur les pentes occidentales. Alors que les pertes augmentent, les munitions commencent à manquer et les réapprovisionnements sont impossibles. À 13 heures, les troupes de la colline 70 commencent à se replier vers Loos. Les communications sont rares et les bataillons se demandent s'ils doivent se retirer dans les anciennes tranchées allemandes ou abandonner Loos. Le 7th Royal Scots Fusiliers resta à l'est de Loos jusqu'à ce qu'il soit le seul bataillon aux abords de la colline 70. Ils rencontrèrent la 6e brigade de cavalerie, qui avait reçu l'ordre de prendre tous les hommes de la 15e division à Loos. Les 3rd Dragoon Guards et 1st Royal Dragoons équivalaient à un bataillon d'infanterie, mais ils réussirent à rallier une grande partie des hommes de la 15e division, réoccupant les tranchées de la colline 70 à 20 heures.

### Division de la Garde
Lorsque le commandant de l'armée a appris ce qui arrivait aux 21e et 24e divisions, il ne disposait plus que de la division de la Garde comme réserve. Plus tôt dans la matinée, après l'échec de la tentative de prise de la colline 70, Haking avait ordonné à la Guards Division de se déplacer vers des positions situées entre les routes Le Rutoir/Loos et Vermelles/Hulluch. Le chaos de la circulation a retardé l'ordre, causant des problèmes aux 21e et 24e Divisions. Haking envoya un autre ordre aux Gardes de continuer jusqu'à l'ancienne ligne de front allemande et de renforcer leur position. L'encombrement des routes, les tirs d'artillerie allemands et la confusion du champ de bataille retardent l'arrivée de la Garde à la ligne de saut britannique jusqu'à 18 heures. La Garde commença à transformer les anciennes tranchées allemandes en une position défensive orientée vers l'est, mais le major général Earl of Cavan lui ordonna de relever les 21e et 24e divisions pendant la nuit. Les Gardes se déplacèrent et prirent leurs nouvelles positions, permettant aux restes des deux divisions de la Nouvelle Armée d'être retirés de la bataille. À 06h00 le 27 septembre, la 1st Guards Brigade avait la 3 Coldstream sur sa gauche, la 1 Division et la 2 Coldstream sur sa droite, couvrant un front de 1 300 mètres de Hulluch à Lone Tree. Le secteur de la brigade s'étendait au sud-ouest sur 1 600 mètres jusqu'au fort Glatz, une redoute sur les anciennes défenses allemandes de Loos.
Les Gardes sont chargés de consolider la ligne britannique pour reprendre l'attaque. Les ordres sont donnés au général Haking et au major général Earl of Cavan, qui ordonnent à la division de la Garde d'attaquer et de capturer les Chalk Pits, Puits 14 et la colline 70. Cependant, les événements changent lorsque les Allemands contre-attaquent Fosse 8 et The Dump, reprenant ainsi ces points clés. Les Gardes auraient eu besoin du soutien de leur propre artillerie et des 21 et 24 Divisions qui n'étaient plus efficaces. Mais les munitions manquent et le bombardement est insuffisant. La nouvelle de la perte du Dump et de Fosse 8 affaiblit encore la situation. Le commandant de la brigade décide d'abandonner les tranchées de Dump et de Fosse et d'établir une nouvelle ligne de défense à l'est de la redoute de Hohenzollern. Le général de division Thesiger, commandant de la 9e division, est tué alors qu'il évalue la situation. La 28e division se rend dans la zone de combat, mais arrive trop tard pour sauver la Fosse 8. Le major général Butler en informe Haig, qui ordonne l'annulation de l'attaque, laissant la Garde hors d'état de nuire.
Sur la gauche, la 2e brigade de gardes, menée par la 2e Irish Guards et soutenue par la 1re Coldstream, attaque le Chalk Pit, tandis que la 1re Scots Guards vise à capturer le Puits 14, avec la 3e Grenadiers en réserve. Le Chalk Pit est rapidement pris, mais l'avancée sur le Puits 14 se heurte à un feu nourri de mitrailleuses. Malgré des renforts, dont une unité détachée du 4th Grenadier Guards, les Scots Guards subissent de lourdes pertes et ne parviennent pas à tenir la position. Une ligne de feu temporaire fut établie de Chalk Pit à Loos. Lord Cavan ordonne à la 3e Brigade de la Garde de retarder son assaut sur la colline 70 jusqu'à ce que Puits 14 soit sécurisé. Cependant, le brigadier général Heyworth pense à tort que Puits 14 a été capturé en raison de la brève occupation britannique.
Les 4th Grenadier Guards, 1st Welsh Guards, 2nd Scots Guards et 1st Grenadier Guards de la 4th Brigade avancent dans Loos sous le feu nourri de l'artillerie. La confusion causée par les obus à gaz ayant perturbé leur mouvement, deux compagnies de la 4e brigade de grenadiers rejoignirent par erreur la 2e brigade au Puits 14. À 17 h 30, le 1st Welsh Guards attaqua la colline 70 mais fut arrêté sur la crête sous le feu des mitrailleuses de Puits 14 et de la redoute de la colline. Malgré leurs efforts, les Welsh et les Grenadiers ne parviennent pas à s'emparer de la position. À la tombée de la nuit, la ligne britannique s'est renforcée, sécurisant Loos et reliant la cavalerie sur la droite et la route Loos-Hulluch sur la gauche.
Pendant ce temps, la 47e Division réussit à s'emparer de Chalk Pit Copse, tandis qu'une contre-attaque de la 7e Division sur The Quarries échoue avec de lourdes pertes. Les attaques ultérieures, y compris celle menée par le 2e Worcesters, échouèrent également, le général Capper étant tué au cours de l'assaut. Dans la nuit du 27 septembre, Lord Cavan et les commandants de brigade conviennent que toute nouvelle tentative sur la colline 70 est inutile, bien que la Première armée insiste pour attaquer à nouveau le Puits 14. Le maréchal French, notant le manque de réserves et la vulnérabilité du flanc droit britannique, coordonne avec le général Joffre et le général Foch l'envoi de forces françaises pour soulager la 47e division et renforcer la ligne.
Le 28 septembre, French dit à Foch qu'une brèche pourrait être « creusée » juste au nord de la colline 70, bien que Foch estime que cela serait difficile à coordonner et que Haig lui dise que la Première Armée n'est pas en position de mener d'autres attaques. Une accalmie survient le 28 septembre, les Britanniques retournant sur leurs lignes de départ, après avoir subi plus de 20 000 pertes, y compris trois généraux de division.

### 3-13 octobre
Les Allemands tentèrent à plusieurs reprises de reprendre la redoute Hohenzollern, ce qu'ils firent le 3 octobre. Le 8 octobre, les Allemands tentèrent de reprendre une grande partie du terrain perdu en attaquant avec cinq régiments autour de Loos et contre une partie de la 7e division sur le flanc gauche. Le temps brumeux empêche l'observation, la préparation de l'artillerie est inadéquate et les défenseurs britanniques et français sont bien préparés derrière des barbelés intacts. L'attaque allemande fut repoussée avec 3 000 pertes, mais parvint à perturber les préparatifs de l'attaque britannique, provoquant un retard jusqu'à la nuit du 12 au 13 octobre.  Les Britanniques lancèrent une dernière attaque le 13 octobre, qui échoua en raison d'un manque de grenades à main. Haig pensait qu'il serait possible de lancer une nouvelle attaque le 7 novembre, mais la combinaison de fortes pluies et d'un bombardement allemand précis au cours de la seconde moitié d'octobre le persuada d'abandonner la tentative.

## Conséquences
Général French avait été critiqué avant la bataille et avait perdu le soutien qui lui restait au sein du gouvernement et de l'armée en raison de l'échec britannique et de l'opinion selon laquelle il avait mal géré les divisions de réserve. Le 15 décembre 1915, French est remplacé par Haig au poste de commandant en chef du Corps expéditionnaire britannique (BEF).Le récit de Haig sur la bataille de Loos, qui bénéficie d'un large soutien, est détaillé dans une lettre envoyée à Kitchener quatre jours après le début de la bataille. Haig souligne l'importance de disposer d'une réserve suffisante à l'arrière de ses divisions d'attaque. Il affirme que l'ennemi n'a pas de troupes en deuxième ligne, que certaines de ses troupes parviennent à pénétrer sans opposition. Les deux divisions de réserve reçoivent l'ordre de rejoindre Haig dès que le succès de la 1re armée est connu au QG. Cependant, elles franchissent leurs lignes de tranchées à 18 heures, 12 heures avant la prise de Loos, ce qui aurait permis aux réserves d'être à portée de main.
a lettre de Haig aborde plusieurs questions relatives à la gestion des réserves pendant la bataille de Loos, en soulignant le principe accepté de garder 20 % des forces en réserve. À Loos, ce principe était particulièrement important car l'attaque française sur le flanc droit britannique a été retardée et menée en biais, créant une brèche vulnérable aux contre-attaques allemandes. Haig a affirmé que les 21e et 24e divisions, positionnées comme il l'avait demandé à quatre miles et demi de la ligne de front, auraient pu être décisives entre 9 et 11 heures du matin si elles avaient été déployées plus tôt. Cette affirmation est toutefois erronée, car les soldats chargés d'équipement ne peuvent avancer de plus d'un kilomètre à l'heure. En outre, des problèmes logistiques, tels que des lignes de communication endommagées et la dépendance à l'égard de conditions météorologiques précises pour la libération de chlore gazeux, ont rendu impossible une coordination en temps voulu. Ces facteurs mettent à mal les affirmations de Haig, qui semblent refléter sa crainte d'être tenu pour responsable de l'échec.
Il existe également une ambiguïté quant au moment où Haig a pris le contrôle des réserves, des rapports contradictoires faisant état d'une période comprise entre 9 heures et 13 h 20. Ce débat détourne l'attention de la manière dont Haig a finalement utilisé les réserves. Son ordre d'attaque, donné à 11h30, n'est parvenu aux divisions qu'à 1h du matin le lendemain, ce qui a conduit à un assaut mal coordonné sur un terrain exposé. Des positions clés comme la colline 70 et le village de Hulluch n'ont pas été sécurisées, et les troupes ont cru qu'elles se déplaçaient en réserve plutôt que d'attaquer les lignes ennemies lourdement défendues par des mitrailleuses. La brume matinale entrave encore davantage le soutien de l'artillerie, ce qui entraîne des pertes catastrophiques de 8 000 hommes au cours de la première heure. Les Allemands, horrifiés par l'ampleur du massacre, cessent le feu par compassion.Dans sa correspondance, Haig attribue l'échec à la mauvaise qualité et à la fatigue des réservistes, critiquant Sir John French pour avoir retardé leur déploiement et soulignant leur inexpérience. Toutefois, son analyse ne tient pas compte des défaillances stratégiques et logistiques plus générales qui ont contribué au désastre.

## références
1. ↑  Marshall-Cornwall 1973, p. 138, 153.
2. ↑  Edmonds 1928, p. 120-129.
3. ↑  Richter 2014, p. 17.
4. ↑  Edmonds 1928, p. 151–154.
5. ↑  Lloyd 2006, p. 285–289.
6. ↑  Holmes 2005, p. 300–302.
7. ↑  Lloyd 2006, p. 293–294.
8. 1 2  Edmonds 1928, p. 182–183.
9. 1 2  Edmonds 1928, p. 224–225.
10. 1 2 3 4 5  Edmonds 1928, p. 187–207.
11. ↑  Buchan 1915, p. 175–177.
12. 1 2  Buchan 1915, p. 170–174.
13. ↑  Edmonds 1928, p. 272–273.
14. 1 2 3 4 5 6 7 8 9  Buchan 1915, p. 185–195.
15. 1 2 3 4 5 6 7 8 9  Corrigan 2006, p. 88–90.
16. 1 2  Corrigan 2006, p. 101–104.
17. 1 2 3  Corrigan 2006, p. 104–107.
18. ↑  Holmes 2005, p. 305–306.
19. ↑  Sheldon 2012, p. 136.
20. ↑  Edmonds 1928, p. 369–370.
21. ↑  Edmonds 1928, p. 372–375.
22. ↑  Humphries et Maker 2010, p. 319.
23. ↑  Edmonds 1928, p. 380–387, 389–391.
24. ↑  Holmes 2005, p. 306-310.
25. ↑  Edmonds 1928, p. 409.
26. 1 2 3  Winter 2001, p. 38-41.